# Судано-эфиопские отношения
Судано-эфиопские отношения — двусторонние дипломатические отношения между Суданом и Эфиопией. Протяжённость государственной границы между странами составляет 744 км (ранее была больше до выхода Южного Судана из состава единой страны).

## История
Между странами сложились давние исторические отношения начиная со времён, когда Мероэ и Аксум были великими африканскими государствами. В те годы между странами существовали крепкие политические и экономические отношения. Река Голубой Нил, исток которой в Эфиопии, протекает через всю территорию Судана. Современные отношения двух государств далеки от идеальных, чередуются периодами вражды и дружбы.
В 1972 году Эфиопия выступила посредником между Суданом и НАОС при подписании соглашения о прекращении огня в столице Эфиопии, которое положило конец Первой гражданской войне в Судане. В 1977 году отношения Судана с Эфиопией резко ухудшились по причине того, что Хартум поддержал Сомали во время Огаденской войны против Эфиопии, а также поддержал эритрейское движение за независимость от Эфиопии. В 1981 году было подписано трехстороннее соглашение о дружбе между Ливией, Эфиопией и Йеменом, но президент Судана Джафар Нимейри сделал вывод, что Ливия пытается свергнуть его, а Эфиопия ей окажет помощь в этом. В середине 1980-х годов отношения ухудшились еще сильнее из-за того, что Судан открыл границы для эритрейских повстанцев, а Эфиопия начала поддерживать деятельность НАОС в Южном Судане.
В 1998 году Судан поддержал Эфиопию во время её пограничной войны с Эритреей. После этого отношения между странами начали неуклонно улучшаться. В 2002 году Судан присоединился к Йемену и Эфиопии в их борьбе с экстремистами на полуострове Сомали. В апреле 2004 года был создан Судано-эфиопский министерский комитет для развития отношений между странами. В декабре 2005 года премьер-министр Мелес Зенауи осуществил государственный визит в Хартум. Главным дестабилизирующим фактором в отношениях Судана и Эфиопии остаётся принадлежность спорного округа Фашага в восточной части Судана, совместная демаркационная комиссия работает над решением данной проблемы, но граждане Эфиопии продолжают незаконно селиться на данной территории.

## Торговля
В 1994 году объём двусторонней торговли между странами составил сумму в 4 млн. долларов США. Правительство Эфиопии импортирует нефть из Судана автомобильным транспортом, что покрывает 80 % потребностей Эфиопии в этом ресурсе. Экспорт Эфиопии в Судан: кофе, обувь, изделия из кожи, цемент, пресная вода.